# Station Loch Awe
Loch Awe is een spoorwegstation van National Rail in Argyll and Bute in Schotland. Het station is eigendom van Network Rail en wordt beheerd door ScotRail. 

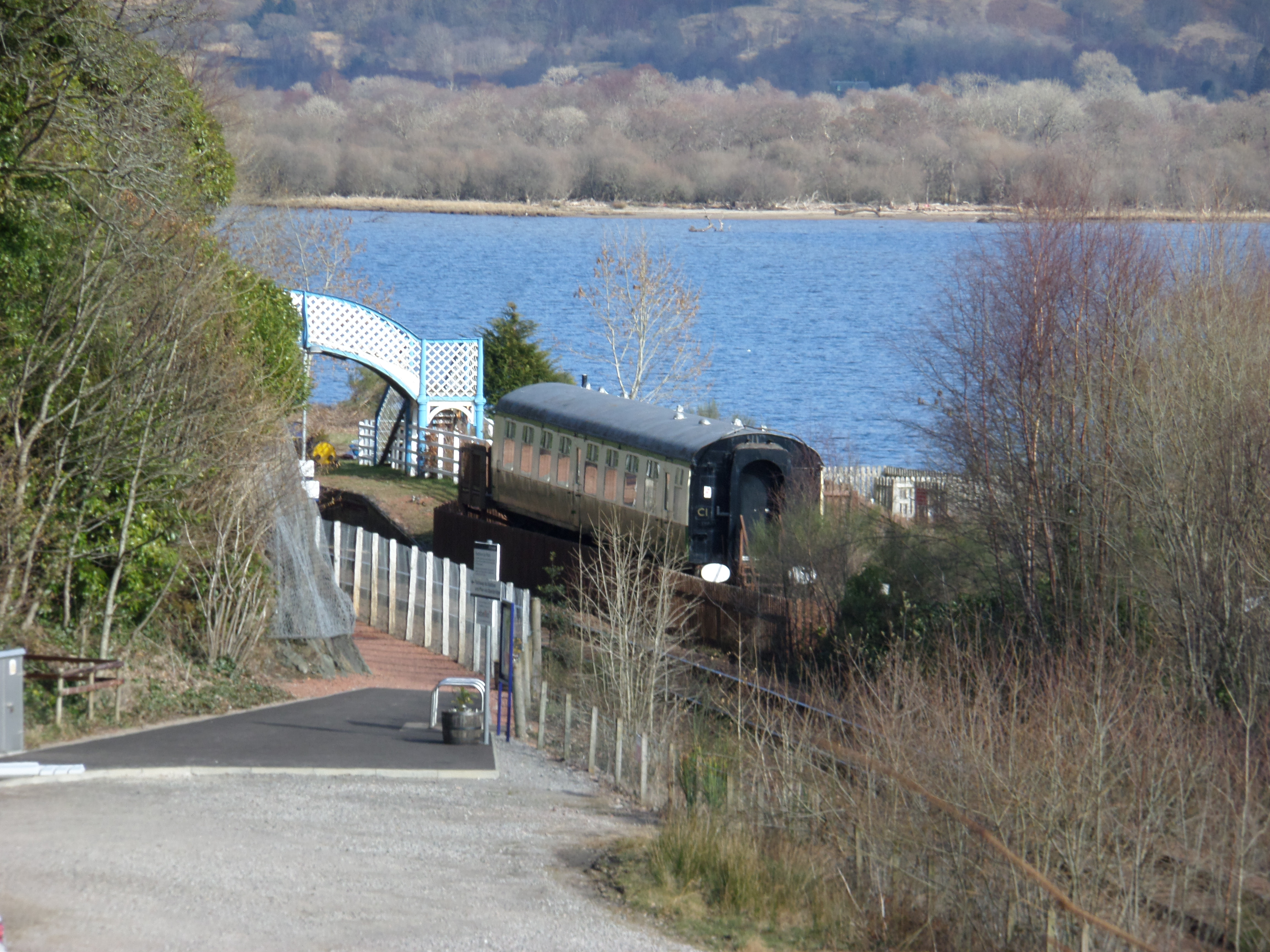
Tearoom in voormalig rijtuig
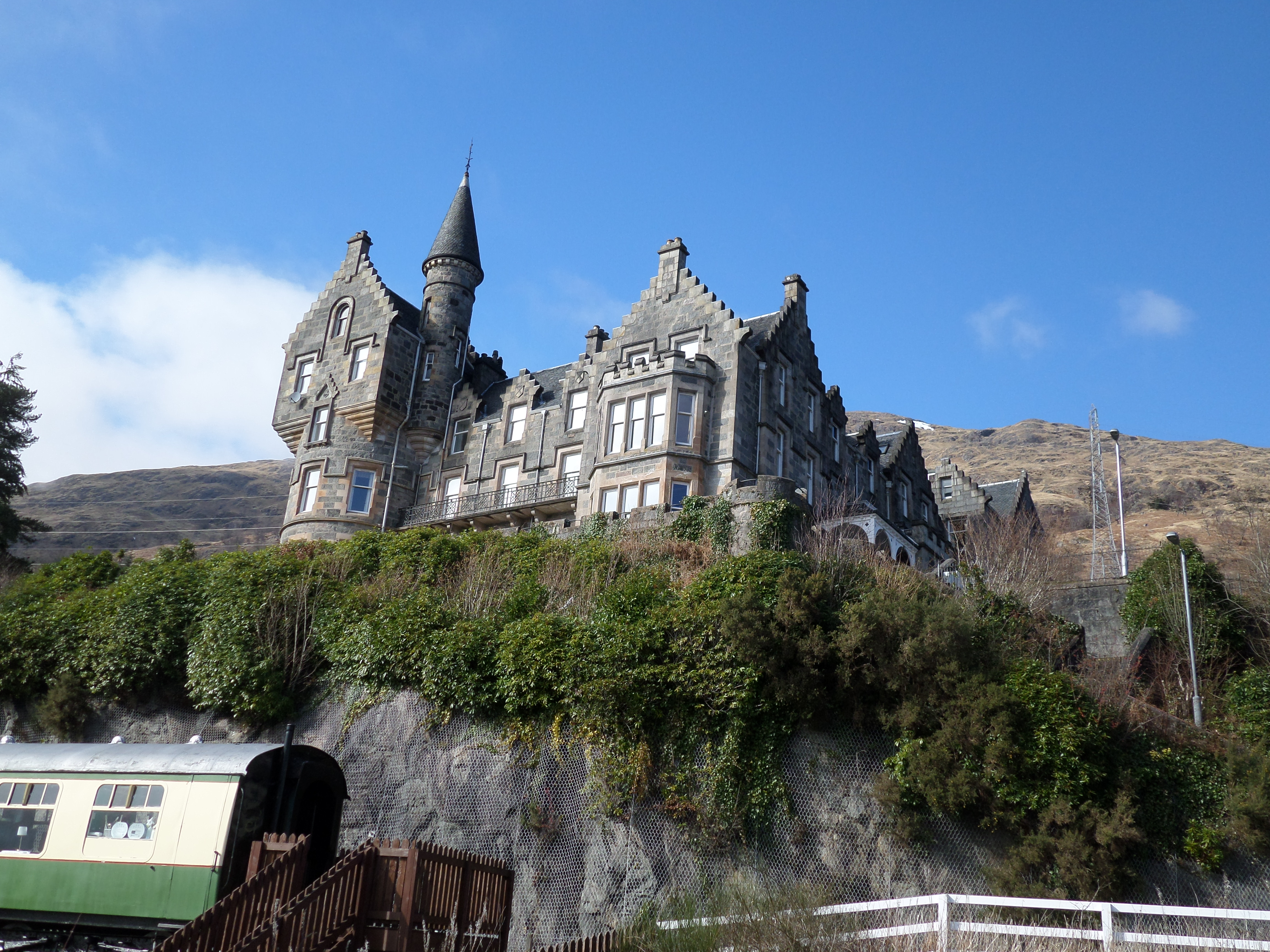
Loch Awe Hotel, direct naast station